# ほっからんど北海道
『ほっからんど北海道』（ほっからんどほっかいどう）は、NHK札幌放送局が昼前に生放送した地域情報番組である。2004年9月27日に開始し、2010年3月19日に放送終了した。本項目では番組内に設定される道内各局のローカル枠についても併せて述べる。

## 概要
前身は『ほっからんど212』で1991年4月5日放送開始された。道内の情報や暮らしに役立つ話題、気象情報をメインにするが、道路情報、JRの欠便・空席情報 、「NHKほっと情報」と題したNHKの番組情報なども放送した。
道内にあるNHK7局のネットワークを駆使し、地域に密着した情報を提供する。11:50以降は、局によってはさらにエリア内の情報に特化した放送を提供する。
『ほっからんど212』としては2004年9月24日で放送終了し、2004年12月1日からは渡島支庁の函館市周辺の旧恵山町、旧戸井町、旧南茅部町、旧椴法華村の5市町村が函館市と合併したのに合わせ、現タイトルに変更された。
2005年度より放送時間を拡大し11:05スタートの大型番組となった。
しかし、2009年度からは他の多くの地域に合わせ11:30スタートに短縮、コーナーが大幅に整理された。そしてわずか1年で番組の幕を下ろした。後継新番組は『つながる@きたカフェ』で、札幌局に設けられたカフェスペースからの公開生放送となる（不定期でカフェスペースからではなく、一般スタジオからの非公開放送のときもある）。

## 放送時間
いずれも道内の総合テレビで平日に放送される。
- 全道向け：11:30 - 11:50（2008年度までは11:05開始）
- 地域向け：11:50 - 12:00（11:54 - 11:57は全国の気象情報）

### 地域向け枠の対応
- 札幌局・室蘭局：引き続きこの番組
- 函館局：ほっからんど函館
- 旭川局：ほっからんどあさひかわ
2008年度まで、最終木曜日は「特集」番組として全編を差し替えた。
- 帯広局：ほっからんど十勝
- 釧路局：ほっからんど釧路（気象情報は別枠設定）
- 北見局：ほっからんどオホーツク（気象情報は別枠設定）

### 注意事項
- 祝日、国会中継、高校野球期間中その他特別番組がある日は休止する。
- 毎月1日（1月は4日）と重なる時は全国の気象情報以降が1分ずつ繰り上がり、1分早く終了する。緊急警報放送試験信号発射のためである。

## 特集コーナー
以下は過去のもの。
- 月曜日 お天気メモ、この人に聞く、ほっかいどう名作の旅
- 火曜日 この人に聞く、特集
- 水曜日 健康
- 木曜日 元気印の女性たち
- 金曜日 この街この笑顔
このコーナーは後に「この街きらり☆」と題した独立番組として2009年度下半期から始まり、当初は日曜日の8:25から「課外授業 ようこそ先輩」に差し替える形で隔週放送され、その後2010年度は12月まで土曜日9:00からの隔週放送、2011年1月から2012年3月17日の最終回までは土曜日10:05からの隔週放送となった。毎回2つの地区を取り上げていたが、コーナー自体は2012年4月から「つながる@きたカフェ」の枠内に移動する形で継続され、事実上平日昼前の地域情報番組枠内に戻ることになった。

### 過去のコーナー
- 月曜日　『北の文学散歩』　『お天気歳時記』 『ほくほくテレビセレクション』　『お天気メモ』
- 火曜日　『人間登場～北の歴史を彩る～』『くらし知恵袋』
- 水曜日　『俳画教室』　『水墨画教室』　『暮らしのコーナー』 『北の歩み』
- 木曜日　『マメちゃんの街角探検』　『2001年ルーツの旅』 『趣味と暮らし』
- 金曜日　『北海道米クッキング』　『週末お天気ガイド』 『週末特集』　『人間登場』 『週末お天気ガイド』

## 歴代アンカーキャスター
| 年度               | アンカーキャスター |
| 「212」時代        | 「212」時代        |
| ------------------ | ------------------ |
| - 2003             | 橋本登代子         |
| 2003               | 館野直光           |
| 2004（11月末まで） | 江口ちひろ         |
| 「北海道」時代     |                    |
| 2004（12月以降）   | 江口ちひろ         |
| 2005･2006･2007     | 村上里和           |
| 2008               | 中井美穂子         |
| 2009               | 神崎寿美代         |

## 備考
2006年6月1日は地上デジタル放送開始記念の特別編成により放送開始時間を10:29からに繰り上げて放送されたが、この回に限り、通常はチーフプロデューサーを務める沖谷昇も村上とともにキャスターを務めた。